# Quận Simpson, Kentucky
Quận Simpson là một quận thuộc tiểu bang Kentucky, Hoa Kỳ.
Quận này được đặt tên theo John Simpson. Theo điều tra dân số của Cục điều tra dân số Hoa Kỳ năm 2000, quận có dân số 16.405 người. Quận lỵ đóng ở Franklin6. Đây là một quận cấm rượu hay quận khô; việc bán thức uống có cồn bị cấm ngoại trừ uống ở nhà hàng trong thành phố Franklin mà nhà hàng đó có ít nhất 100 chỗ ngồi và có doanh thu ít nhất 70% từ bán thực phẩm.

## Địa lý
Theo Cục điều tra dân số Hoa Kỳ, quận có diện tích 611 km2, trong đó có 0 km2 là diện tích mặt nước.